# تان یوین، بینه دونگ
منطقه‌تان یوین، بینه دونگ (به لاتین: Tân Uyên District, Bình Dương) یک منطقهٔ مسکونی در ویتنام است که در جنوب شرقی ویتنام واقع شده‌است.

## خصوصیات
منطقه‌تان یوین ۶۰۱ کیلومترمربع مساحت و ۱۳۱٬۲۳۲ نفر جمعیت دارد.